# Theo Wormland
Theo Wormland (* 7. Januar 1907 in Gladbeck; † 16. Januar 1983 in München) war ein deutscher Textilkaufmann, Firmengründer des Wormland-Unternehmens, Kunstsammler und Mäzen sowie Begründer der Theo Wormland-Stiftung.

## Leben
Theo Wormland wurde 1907 zur Zeit des Deutschen Kaiserreiches als Sohn eines Gastronomen in Gladbeck geboren und absolvierte eine Lehre als Textilkaufmann. Nach Stationen in Berlin, München und New York eröffnete er zur Zeit des Nationalsozialismus 1935 in der Theaterstraße in Hannover sein erstes eigenes Geschäft für Männerbekleidung. Im Jahr des Beginns des Zweiten Weltkrieges verlegte er sein Unternehmen 1939 in ein eigenes Gebäude an der Karmarschstraße; das jedoch bald darauf durch die Luftangriffe auf Hannover den Fliegerbomben zum Opfer fiel.
Nach Kriegsende baute Wormland Gebäude und Unternehmen wieder auf und richtete sein Haus „für Herrenbekleidung auf modischen Chic“ aus. Als „Avantgardist der Herrenmode“ in der noch jungen Bundesrepublik Deutschland setzte er seitdem Maßstäbe „im Bereich der modischen Herrenkleidung“, zunächst in Hannover, um dann auch Filialen in Köln, München und anderen Großstädten zu eröffnen.
Der Firmengründer war auch als Sammler von Kunst bekannt. Nachdem er sich anfangs auf die klassische Moderne konzentriert hatte, bereicherte er seine Sammlung später auch mit zeitgenössischer Kunst. Der Mäzen, der schon zu seinen Lebzeiten Museen in Hannover, Köln und München mit Schenkungen bedachte, vermachte seine Sammlung, die anfänglich an das Sprengel Museum Hannover gehen sollte, an die Theo Wormland-Stiftung, die diese schließlich 2013 an die Bayerische Staatsgemäldesammlungen in München schenkte. 2013 wurden in der Münchner Pinakothek der Moderne sowohl diese Schenkung als auch die aus dem Vermögen der Theo Wormland-Stiftung angekauften Werke gezeigt.
Sein weiteres Vermögen hatte Wormland per Testament in die 1982 gegründete Theo Wormland-Stiftung eingebracht, die auch – damals noch Eigentümerin der Wormland-Unternehmen –  mit einem Beitrag von 3 Mio. DM die Spendenkampagne für den Bau der Pinakothek der Moderne „anschob“.

## Ehrungen
Theo Wormland wurde mit dem Bundesverdienstkreuz 1. Klasse sowie mit dem Bayerischen Verdienstorden ausgezeichnet.

## Ausstellungen
- 2013: Traum-Bilder. Ernst, Magritte, Dalí, Picasso, Anteas, Nay... Die Wormland-Schenkung, Pinakothek der Moderne, München. Katalog.